# Псалом 95
Псалом 95 (у масоретській нумерації — 96) — 95 псалом із Книги псалмів, гімн. Подібно до псалому 97 («Cantate Domino») і псалому 149 цей псалом закликає хвалити Бога в музиці та танцях, оскільки він обрав своїх людей і допоміг їм перемогти. Це один із царських псалмів, що прославляють Бога як Царя Його народу. 
Псалом є регулярною частиною єврейських, католицьких та протестантських літургій. Завершальна частина псалма латинською мовою «Laetentur caeli» використовується у різдвяній нічній літургії. Псалом, а також його окремі вірші були парафразовані у гімни і часто покладені на музику, наприклад, Генделем у «Chandos Anthems», Мендельсоном, який цитував псалом у хоровій симфонії «Lobgesang», та Золтаном Гардонієм у одній з частин його трьох мотетів. 

## Контекст та зміст
Згідно Кімхі, цей псалом був написаний царем Давидом, коли він приніс Ковчег Заповіту до Єрусалиму. У цей день Давид написав дві пісні — «Hodu» та «Співайте Господеві, уся земле» (2-й вірш цього псалма також записаний в 1 Хроніках (1 Хр. 16:23). Як розповідається в 1 Хроніках (1 Хр. 16:7), Давид доручив Асафу та його братам щодня співати ці пісні. «Hodu» співали перед Ковчегом Заповіту щоранку, а псалом 95 співали перед Ковчегом заповіту щодня, поки не був побудований Єрусалимський храм і Ковчег Заповіту не був переміщений до нього.
Гебрейською мовою цей псалом відомий як «Shiru Lashem» («Співайте Господеві»), де слово «співайте» повторюється тричі. Згідно Мідрашу щодо псалмів, ці три повторення відображають три щоденні молитви, «коли Ізраїль співає хвалу Богу». До цих молитов відносяться: Шахаріт — ранкова молитва: «Співайте Господеві нову пісню» (вірш 1); Мінха — післяобідня молитва: «Співай Господеві, уся земле!» (вірш 1); та Маарів — вечірня молитва: «Співайте Господеві, благословіть його ім'я» (вірш 2).
У християнській науці псалом 95 є «місіонерським гімном». Він певною мірою поєднаний з псаломом 94, який описує «твердість серця Ізраїля» до Бога в пустелі. Християнські вчені стверджують, що Ізраїль у такий самий спосіб жорстоко відкидає Ісуса як Месію, тому тепер християни мають завдання проповідувати Євангеліє світові. Генрі тлумачить вірші 10–13 у цьому псалмі як вказівки, що говорити для тих, хто проповідує Євангеліє. Біблійні науковці вказують на численні тематичні та структурні схожості між псаломом 95 та псаломом 96.

## Текст
| Вірш | Гебрейська мова                                                   | Давньогрецька мова (Септуаґінта)                                                                                                 | Латинська мова (Вульгата)                                                                                                   | Українська мова (Переклад Хоменка)                                                                                             |
| ---- | ----------------------------------------------------------------- | --- | --- | --- |
| 1    | שִׁירוּ לַיהוָה, שִׁיר חָדָשׁ; שִׁירוּ לַיהוָה, כָּל-הָאָרֶץ                          | ῞Οτε ὁ οἶκος ᾠκοδομεῖτο μετὰ τὴν αἰχμαλωσίαν· ᾠδὴ τῷ Δαυιδ. ῎Αισατε τῷ κυρίῳ ᾆσμα καινόν, ᾄσατε τῷ κυρίῳ, πᾶσα ἡ γῆ·             | [Quando domus aedificabatur post captivitatem canticum huic David] Cantate Domino canticum novum cantate Domino omnis terra | Співайте Господеві нову пісню, співайте Господеві, уся земле!                                                                  |
| 2    | שִׁירוּ לַיהוָה, בָּרְכוּ שְׁמוֹ; בַּשְּׂרוּ מִיּוֹם-לְיוֹם, יְשׁוּעָתוֹ                      | ᾄσατε τῷ κυρίῳ, εὐλογήσατε τὸ ὄνομα αὐτοῦ, εὐαγγελίζεσθε ἡμέραν ἐξ ἡμέρας τὸ σωτήριον αὐτοῦ·                                     | Cantate Domino benedicite nomini eius adnuntiate diem de die salutare eius                                                  | Співайте Господеві, благословіть його ім'я; звіщайте день у день його спасіння.                                                |
| 3    | סַפְּרוּ בַגּוֹיִם כְּבוֹדוֹ; בְּכָל-הָעַמִּים, נִפְלְאוֹתָיו                             | ἀναγγείλατε ἐν τοῖς ἔθνεσιν τὴν δόξαν αὐτοῦ, ἐν πᾶσι τοῖς λαοῖς τὰ θαυμάσια αὐτοῦ.                                               | Adnuntiate inter gentes gloriam eius in omnibus populis mirabilia eius                                                      | Повідайте між племенами його славу, між усіма народами його діла предивні.                                                     |
| 4    | כִּי גָדוֹל יְהוָה וּמְהֻלָּל מְאֹד; נוֹרָא הוּא, עַל-כָּל-אֱלֹהִים                     | ὅτι μέγας κύριος καὶ αἰνετὸς σφόδρα, φοβερός ἐστιν ἐπὶ πάντας τοὺς θεούς·                                                        | Quoniam magnus Dominus et laudabilis valde terribilis est super omnes deos                                                  | Бо Господь великий і вельми достойний слави, страшний над усіма богами.                                                        |
| 5    | כִּי, כָּל-אֱלֹהֵי הָעַמִּים אֱלִילִים; וַיהוָה, שָׁמַיִם עָשָׂה                         | ὅτι πάντες οἱ θεοὶ τῶν ἐθνῶν δαιμόνια, ὁ δὲ κύριος τοὺς οὐρανοὺς ἐποίησεν·                                                       | Quoniam omnes dii gentium daemonia at vero Dominus caelos fecit                                                             | Бо всі боги поган — кумири, Господь же створив небо.                                                                           |
| 6    | הוֹד-וְהָדָר לְפָנָיו; עֹז וְתִפְאֶרֶת, בְּמִקְדָּשׁוֹ                                 | ἐξομολόγησις καὶ ὡραιότης ἐνώπιον αὐτοῦ, ἁγιωσύνη καὶ μεγαλοπρέπεια ἐν τῷ ἁγιάσματι αὐτοῦ.                                       | Confessio et pulchritudo in conspectu eius sanctimonia et magnificentia in sanctificatione eius                             | Велич і краса перед обличчям у нього, сила й слава в його святині.                                                             |
| 7    | הָבוּ לַיהוָה, מִשְׁפְּחוֹת עַמִּים; הָבוּ לַיהוָה, כָּבוֹד וָעֹז                       | ἐνέγκατε τῷ κυρίῳ, αἱ πατριαὶ τῶν ἐθνῶν, ἐνέγκατε τῷ κυρίῳ δόξαν καὶ τιμήν·                                                      | Adferte Domino patriae gentium adferte Domino gloriam et honorem                                                            | Воздайте Господеві, сім'ї народів, воздайте Господеві славу й силу.                                                            |
| 8    | הָבוּ לַיהוָה, כְּבוֹד שְׁמוֹ; שְׂאוּ-מִנְחָה, וּבֹאוּ לְחַצְרוֹתָיו                      | ἐνέγκατε τῷ κυρίῳ δόξαν ὀνόματι αὐτοῦ, ἄρατε θυσίας καὶ εἰσπορεύεσθε εἰς τὰς αὐλὰς αὐτοῦ·                                        | Adferte Domino gloriam nomini eius tollite hostias et introite in atria eius                                                | Воздайте Господеві славу його імени: принесіть дари й увійдіть у його двори.                                                   |
| 9    | הִשְׁתַּחֲווּ לַיהוָה, בְּהַדְרַת-קֹדֶשׁ; חִילוּ מִפָּנָיו, כָּל-הָאָרֶץ                      | προσκυνήσατε τῷ κυρίῳ ἐν αὐλῇ ἁγίᾳ αὐτοῦ, σαλευθήτω ἀπὸ προσώπου αὐτοῦ πᾶσα ἡ γῆ.                                                | Adorate Dominum in atrio sancto eius commoveatur a facie eius universa terra                                                | Вклонітеся Господеві у пишних шатах тремтіть перед ним, уся земле!                                                             |
| 10   | אִמְרוּ בַגּוֹיִם, יְהוָה מָלָךְ-- אַף-תִּכּוֹן תֵּבֵל, בַּל-תִּמּוֹט;יָדִין עַמִּים, בְּמֵישָׁרִים    | εἴπατε ἐν τοῖς ἔθνεσιν ῾Ο κύριος ἐβασίλευσεν, καὶ γὰρ κατώρθωσεν τὴν οἰκουμένην, ἥτις οὐ σαλευθήσεται, κρινεῖ λαοὺς ἐν εὐθύτητι. | Dicite in gentibus quia Dominus regnavit etenim correxit orbem qui non movebitur iudicabit populos in aequitate             | Скажіть між народами: «Господь царює!» Світ стоїть твердо, не похитнеться. Він судить народи справедливо.                      |
| 11   | יִשְׂמְחוּ הַשָּׁמַיִם, וְתָגֵל הָאָרֶץ; יִרְעַם הַיָּם, וּמְלֹאוֹ                           | εὐφραινέσθωσαν οἱ οὐρανοί, καὶ ἀγαλλιάσθω ἡ γῆ, σαλευθήτω ἡ θάλασσα καὶ τὸ πλήρωμα αὐτῆς·                                        | Laetentur caeli et exultet terra commoveatur mare et plenitudo eius                                                         | Радується небо, і земля хай веселиться, нехай заграє море і його повнота.                                                      |
| 12   | יַעֲלֹז שָׂדַי, וְכָל-אֲשֶׁר-בּוֹ; אָז יְרַנְּנוּ, כָּל-עֲצֵי-יָעַר                        | χαρήσεται τὰ πεδία καὶ πάντα τὰ ἐν αὐτοῖς, τότε ἀγαλλιάσονται πάντα τὰ ξύλα τοῦ δρυμοῦ                                           | Gaudebunt campi et omnia quae in eis sunt tunc exultabunt omnia ligna silvarum                                              | Поле й усе, що на ньому, хай веселяться; тоді всі дерева в діброві радісно співатимуть                                         |
| 13   | לִפְנֵי יְהוָה, כִּי בָא-- כִּי בָא, לִשְׁפֹּט הָאָרֶץ:יִשְׁפֹּט-תֵּבֵל בְּצֶדֶק; וְעַמִּים, בֶּאֱמוּנָתוֹ | πρὸ προσώπου κυρίου, ὅτι ἔρχεται, ὅτι ἔρχεται κρῖναι τὴν γῆν· κρινεῖ τὴν οἰκουμένην ἐν δικαιοσύνῃ καὶ λαοὺς ἐν τῇ ἀληθείᾳ αὐτοῦ. | A facie Domini quia venit quoniam venit iudicare terram iudicabit orbem terrae in aequitate et populos in veritate sua      | перед Господом; бо він приходить, приходить він судити землю і судитиме по справедливості всесвіт, і по своїй вірності народи. |

## Літургійне використання

### Юдаїзм
Псалом 95 є другим із шести псалмів, які читаються під час зустрічі шабату. Ці шість псалмів символізуються шість днів у тижні, псалом 95 відповідає другому дню тижня (понеділку). 4-й та 9-й вірш є частиною молитви Селіхот. Псалом 95 читається, щоб підняти настрій членам сім’ї. 

### Західне християнство
Три останні вірші латинською мовою «Laetentur caeli» є основою антифону оферторію, який використовується на месі у ніч Різдва Христового.